# Fiume Pásig
Il Fiume Pásig (in filippino Ilog Pasig; in spagnolo Río Pásig), è un fiume nelle Filippine che collega il Laguna de Bay con la baia di Manila. Con una lunghezza di 27 km, suddivide Manila e la sua area urbana circostante in due parti, una settentrionale ed una meridionale. I suoi principali affluenti sono il Marikina ed il San Juan.
Si tratterebbe tecnicamente di un estuario, poiché la direzione del suo flusso dipende dalla differenza tra il livello d'acqua della baia di Manila ed il Laguna de Bay. Durante la stagione secca il livello del Laguna de Bay è basso, il che rende il flusso del Pásig dipendente dalle maree. Contrariamente, nel corso della stagione delle piogge, quando il Laguna de Bay è alto, il flusso del Pásig è inverso a quello della baia di Manila.
Il fiume Pásig fungeva da importante via di trasporto e fonte d'acqua principale per la Manila coloniale. A causa della negligenza e dello sviluppo industriale, il Pásig si è inquinato a tal punto da essere considerato biologicamente morto (ossia non in grado di sostenere la vita) dagli ecologisti. La Commissione per la riabilitazione del fiume Pásig (PRRC) è un ente governativo fondato nel 1999, istituito per la sua riabilitazione e sostenuto finanziariamente da alcune organizzazioni private. Negli anni novanta è stata inoltre lanciata la campagna Piso para sa Pasig (Piso per il Pasig), con lo scopo di sensibilizzare la gente a favore della salvaguardia del fiume. Ciò nonostante, quest'ultimo rimane da diversi anni uno dei fiumi più sporchi del paese, utilizzato prettamente come fogna oppure come discarica a cielo aperto  e da solo contribuisce al 6.4% delle plastiche immesse negli oceani via fiume.